# Lamoral Bedřich z Thurn-Taxisu
Lamoral Bedřich princ z Thurn-Taxisu (německy Lamoral Friedrich Wilhelm Maximilian Vinzenc Georg Prinz von Thurn-Taxis) (13. dubna 1832 Subotica – 19. prosince 1903 Prešpurk) byl německý šlechtic a rakousko-uherský generál. V c. k. armádě sloužil od sedmnácti let a jako důstojník jezdectva působil u různých posádek. Nakonec dosáhl hodnosti polního podmaršála (1882) a závěr své kariéry strávil jako divizní velitel v Haliči. Sňatkem získal majetek na Moravě (Biskupice), kde později trvale žil. 

## Životopis

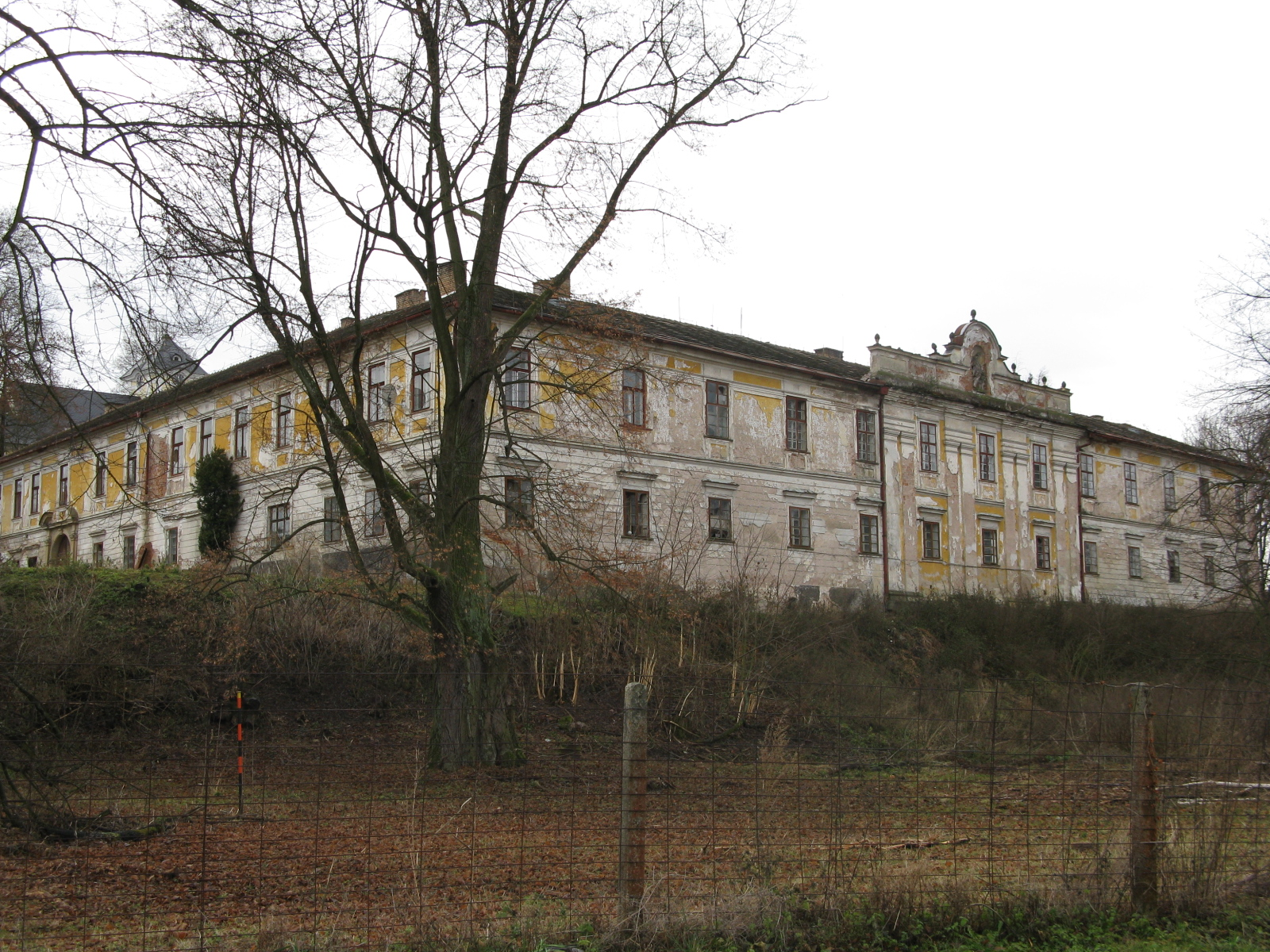
Zámek Biskupice, sídlo Thurn-Taxisů 1874–1945

Pocházel ze starého šlechtického rodu Thurn-Taxisů, byl nejstarším ze sedmi dětí generála Bedřicha Hanibala z Thurn-Taxisu (1799–1857) a jeho manželky Marie Antonie, rozené hraběnky Batthyányové (1808–1881). Lamoral jako příslušník knížecího rodu užíval od narození titul prince, v roce 1832 byl této linii v Rakousku přiznán nárok na oslovení Jasnost (Durchlaucht). Od sedmnácti let sloužil v armádě, během roku 1850 rychle postoupil na poručíka u 4. hulánského pluku a nadporučíka u 2. hraničářského pluku. V roce 1851 doprovázel svého otce na diplomatické cestě do Švédska (blahopřání ke sňatku korunního prince Karla). V roce 1855 byl povýšen na rytmistra u 8. husarského pluku a později byl majorem u 5. husarského pluku. V roce 1866 se vyznamenal ve východních Čechách během prusko-rakouské války a téhož roku byl povýšen na podplukovníka a znovu sloužil u 8. husarského pluku dislokovaného v Haliči. V roce 1869 dosáhl hodnosti plukovníka a stal se velitelem 9. husarského pluku v Györu.
V roce 1877 byl povýšen do hodnosti generálmajora a převzal velení 20. jezdecké brigády ve Lvově, později byl tamtéž velitelem 22. pěší brigády. V roce 1881 byl jmenován c. k. komořím a v roce 1882 dosáhl hodnosti polního podmaršála. Závěr aktivní vojenské kariéry strávil jako velitel 11. pěší divize ve Lvově. K datu 1. července 1887 byl penzionován a při té příležitosti získal komandérský kříž Leopoldova řádu (1887). V roce 1897 byl ještě jmenován c. k. tajným radou.
Zemřel v Prešpurku, spolu s manželkou je pohřben na tzv. panském hřbitově u kostela sv. Petra a Pavla v Biskupicích.

## Rodina a majetek
V roce 1871 se v Prešpurku oženil s hraběnkou Antonií Schaffgotschovou (1850–1942), která byla později c. k. palácovou dámou a dámou Řádu hvězdového kříže. Z manželství se narodili dva synové, oba sloužili v armádě. Starší Bedřich Lamoral (1871–1945) byl na konci druhé světové války zavražděn revolučními gardami v Biskupicích, mladší Hugo Lamoral (1873–1915) padl za první světové války v Haliči.
Antonie Thurn-Taxisová se v roce 1874 spolu s mladší sestrou Marií stala dědičkou velkostatku Biskupice na Českomoravském pomezí. Marie se svého podílu vzdala a správu majetku pak převzal princ Lamoral, který navíc v roce 1885 přikoupil nedaleké Jaroměřice. K velkostatku patřilo 2 377 hektarů půdy, nejdůležitějším hospodářským odvětvím bylo lesnictví a zpracování dřeva, k průmyslovým provozům patřily parní pila, tři mlýny, cihelna a vápenka. V roce 1879 byla hodnota velkostatku vyčíslena na 600 000 zlatých. Rodina sídlila na zámku Biskupice. Za Thurn-Taxisů bylo opraveno východní křídlo zámku, došlo také k vykoupení a demolici v bezprostřední blízkosti zámku a na jejich místě vznikl park.
Lamoralův mladší bratr Bedřich Artur (1839–1906) sloužil také v armádě a dosáhl hodnosti generálmarjora, sňatkem získal velkostatek Zdounky na Moravě. Jejich sestra Marie Helena (1836–1901) byla dlouholetou dvorní dámou císařovny Alžběty a manželkou hraběte Volfganga Kinského (1836–1885), císařského nejvyššího kuchmistra. 